# Petre Cișmigiu
Petre Cișmigiu (ur. 12 czerwca 1915 w Bołgradzie, wówczas Rosja obecnie Ukraina, zm. w 2006) – rumuński strzelec, Uczestnik  Letnich Igrzyskach Olimpijskich w Helsinkach 1952, podczas których  zajął 20. miejsce w strzelaniu z karabinu małokalibrowego leżąc na 50 metrów.